# سوژه، اندر
سوژه، اندر (به فرانسوی: Sougé) یک کمون در فرانسه است که در اندر واقع شده‌است. سوژه ۱۳٫۰۲ کیلومتر مربع مساحت و ۱۵۵ نفر جمعیت دارد و ۱۳۵ متر بالاتر از سطح دریا واقع شده‌است.